# 高楼镇 (资中县)
高楼镇，是中华人民共和国四川省内江市资中县下辖的一个乡镇级行政单位。2019年12月，撤销走马镇，将其所属行政区域划归高楼镇管辖。

## 行政区划
高楼镇下辖以下地区：
高楼场社区、新街社区、紫金村、古罗村、清凉村、书房村、五四村、永定村、鹤林村、桥良村、农林村、长沟村、一心村、天星村、虎山村、二丰村、四面村、藿麻村、龙台村、共家村、惜字村、雨台村、玉皇庙村、同德村、世民村、合群村、世发村、三岔村、爱国村、兴义村、集中村和三河村。